# Vale de Prados
Vale de Prados is een plaats (freguesia) in de Portugese gemeente Macedo de Cavaleiros en telt 413 inwoners (2001).